# Carlos I, Duque de Bourbon
Carlos de Bourbon, (1401 - Castelo de Moulins; 4 de dezembro de 1456), nobre francês, filho de João I de Bourbon e de Maria de Auvergne.
Em 1424, foi nomeado conde de Clermont na ocasião da celebração de seu casamento com Inês da Borgonha. Com a morte de seu pai em 1434 estando prisioneiro em Londres tornou-se em conde de Forez, duque de Auvergne e duque de Bourbon.
De seu casamento nasceram onze filhos, dentre os que se destacam:
- João II, Duque de Bourbon (1426-1488)[1]
- Carlos II de Bourbon (1434-1488)
- Pedro II de Bourbon (1438-1503)
- Isabel de Bourbon, duquesa de Borgonha (1437-1465), casada com Carlos, o Temerário

Carlos, da mesma forma que seus familiares e antepassados, lutou pelo exército da França durante a Guerra dos Cem Anos, mas manteve relações diplomáticas com seus inimigos os borgonheses e participou na rebelião dos nobres contra Carlos VII, quando a rebelião foi sufocada pediu clemência ao rei. Morreu no castelo de Moulins em 1456.